# Кривоногов, Иван Васильевич
Ива́н Васи́льевич Кривоно́гов (8 (20) сентября 1866, село Уйма Архангельской губернии — 18 октября 1918, Архангельск) — русский врач, гласный Архангельской городской думы, депутат IV Государственной думы от Архангельской губернии (1913—1917), комиссар Временного правительства (1917).

## Биография

### Ранние годы. Военный врач и общественный деятель
Иван Кривоногов родился 8 (20) сентября 1866 года в селе Уйма Архангельской губернии в зажиточной крестьянской семье. Отец — Василий Кривоногов — имел крупную торговлю в Архангельске.
В 1886 году окончил Архангельскую гимназию и поступил в Императорскую военно-медицинскую академию в Санкт-Петербурге, которую закончил в 1891 году со степенью лекаря. 1 декабря 1891 года был определён в 69-й Рязанский полк младшим врачом, откуда в апреле 1892 года был откомандирован в Люблинский лазарет. 7 марта 1893 года был зачислен в запас чиновников Военно-медицинского ведомства. Также с марта 1893 года был назначен уездным врачом Шенкурского уезда Архангельской губернии, а также состоял врачом при уездной тюрьме и в Духовном училище. С апреля 1895 года состоял сверхштатным младшим медицинским чиновником Медицинского департамента и одновременно состоял ординатором клиники профессора В. Н. Сиротинина. В 1896 году под руководством профессора В. Н. Сиротинина защитил диссертацию на степень доктора медицины по теме «О терапевтическом значении солей калия при болезнях сердца».
8 мая 1896 года получил чин коллежского асессора. С 10 июля 1896 года служил младшим врачом в пограничной страже. 9 мая 1900 получил чин надворного советника. С 1901 года назначен старшим врачом Особого Беломорского отдела пограничной стражи 1-го округа Отдельного корпуса пограничной стражи. В 1904 году получил чин коллежского советника. В 1911 году был вынужден уйти в отставку из пограничной стражи после того как он на заседании общества архангельских врачей предложил почтить вставанием память скончавшегося бывшего председателя I Государственной Думы С. А. Муромоцева. Занялся частной врачебной практикой. Владел собственным домом в Архангельске.
Вёл активную общественную жизнь.  В 1906 году вступил в Конституционно-демократическую партию (позже вероятно вышел из неё, так как в 1913 году И. В. Кривоногов заявлял, что ни к одной политической партии он не принадлежит). Один из основателей Архангельского общества изучения Русского Севера (1908), сооснователь Архангельского фотографического общества (1909). Являлся председателем Общества архангельских врачей (с 15 марта 1913) и заведующим лечебницей общества. Кривоногов был избран гласным городской думы Архангельска. Одновременно, являлся председателем училищной комиссии (до 1913 года) и членом Ломоносовского комитета. Кроме того И. В. Кривоногов являлся председателем попечительского совета 2-й женской гимназии Архангельска. Был также избран членом попечительского совета Мариинской женской гимназии, но в этой должности попечителем учебного округа утверждён не был. Состоял председателем родительского комитета 1 и 2 женских гимназий и членом того же комитета мужской гимназии.

### В Государственной Думе
В 1912 году, на основных выборах в Четвёртую Государственную думу Российской империи личный дворянин, отставной коллежский советник И. Кривоногов состоял выборщиком от первого съезда городских избирателей. Он, однако, отказался баллотироваться в депутаты. 10 (23) декабря 1913, на дополнительных выборах, Кривоногов всё же был избран в IV Думу от первого и второго съездов городских избирателей — на место Н. А. Старцева, покинувшего парламент «по личным обстоятельствам».
В Думе Иван Васильевич вошёл во фракцию прогрессистов (со второй сессии). Стал член ряда думских комиссий: по исполнению государственной росписи доходов и расходов, бюджетной, о народном здравии (с 2 декабря 1916 года — товарищ председателя), комиссии по личному составу, по местному самоуправлению и комиссии по рыболовству. Являлся также докладчиком комиссии по народному образованию. С августа 1915 года Кривоногов входил в состав Прогрессивного блока — до 31 октября 1916 года, когда прогрессисты покинули его состав.
С началом Первой Мировой войны Иван Васильевич стал помощником заведующего медицинской частью, созданной на Северо-3ападном фронте при главном уполномоченном Красного Креста. Через несколько месяцев, 5 декабря 1914 года, он получил должность помощника самого главноуполномоченного.

### Февральская революция. Комиссар
После Февральской революции 1917 года Кривоногов выполнял различные поручения от имени Временного комитета Государственной думы (ВКГД). В начале марта 1917 года он был направлен комиссаром ВКГД и Временного правительства России в родной Архангельск для организации местной власти и «приветствия воинских частей». Кроме того, ему было поручено урегулировать конфликт между городской думой и Советом рабочих и солдатских депутатов Архангельска, возникший по поводу пополнения корпуса депутатов тремя десятками гласными от рабочих, причём с правом решающего голоса.

Кривоногов участвовал в городском «празднике революции», состоявшемся 10 марта — вместе с П. А. Леванидов и А. И. Рыслевым выступил с речью перед собравшимися. По свидетельству очевидца событий: 
Громадная площадь не могла вместить всех собравшихся, часть толпы втиснулась в ближайшие кварталы улиц Троицкой, Соборной, Воскресенской. Против собора выстроились воинские части. Более 100 красных знамён колыхалось над толпой
 12 марта Иван Кривоногов был приглашён принять непосредственное участие в работе центрального аппарата Российского общества Красного Креста — его главного управления. Стал председателем комиссии по пособиям, созданной как единый орган, обеспечивающий пособиями различные категории граждан.
Скончался Иван Васильевич Кривоногов 18 октября 1918 года в Архангельске.

## Награды
- Орден Святого Станислава 3-й степени (1.04.1901)[5]
- Орден Святой Анны 3-й степени (17.04.1905)[5]

## Семья
На 1913 год Иван Кривоногов был женат, имел в браке троих детей.

## Сочинения
- Кривоногов И. В. О терапевтическом значении солей калия при болезнях сердца в периоде расстройства компенсации. Дис. на степень. доктора мед. И. В. Кривоногова. — Санкт-Петербург: тип. О. Ю. Сегалова, 1896.
- Об отпуске 1 500 000 р. на противочумные мероприятия на юго-востоке России (№ 823, IV/2); От отпуске в распоряжение Высочайше учреждённой комиссии о мерах предупреждения  и  борьбы  с  чумною  заразою  2 000 000  на  противохолерные  и противочумные мероприятия (No 825, IV/2) : доклады И. В. Кривоногова от Комиссии о народном  здравии  о  внесённом  Министром  внутренних  дел  законопроектам  на заседании 110 от 13.06.1914 г. /И.В. Кривоногов //Государственная Дума: стеногр. отчёт. Четвёртый созыв. Сессия 2,  (1914).  – СПб.,  1914. – Ч. 5:Заседания 86-110.  – Стлб. 1244-1245.159355 - кх204.
- [Выступление на заседании 30.03.1916 г. о введении земского самоуправления в  Архангельской  губернии]  /И.В.  Кривоногов  //Государственная  Дума: стеногр. отчёт. Четвёртый созыв. Сессия 4.  – Пг.,  1917. – Заседания 17-37 (с 9 февр. по 15 марта 1916 г.). – Стлб.2686-2687, 2689.